# Chelonistele vermicularis
Chelonistele vermicularis là loài phong lan thuộc chi Chelonistele.